# バスク系フィリピン人
フィリピンにおけるバスク人は同国の歴史に大きく影響を及ぼした民族と考えられる。バスク人はスペイン帝国によるフィリピンの植民地化（スペイン領東インド）に大きな役割を果たし、フィリピン総督など高い地位に就いていた人物も多い。今日のフィリピンにおける財閥の多くはバスク系人によって設立・所有されており、政治的・社会的・経済的に大きな影響を及ぼしている。

## 歴史

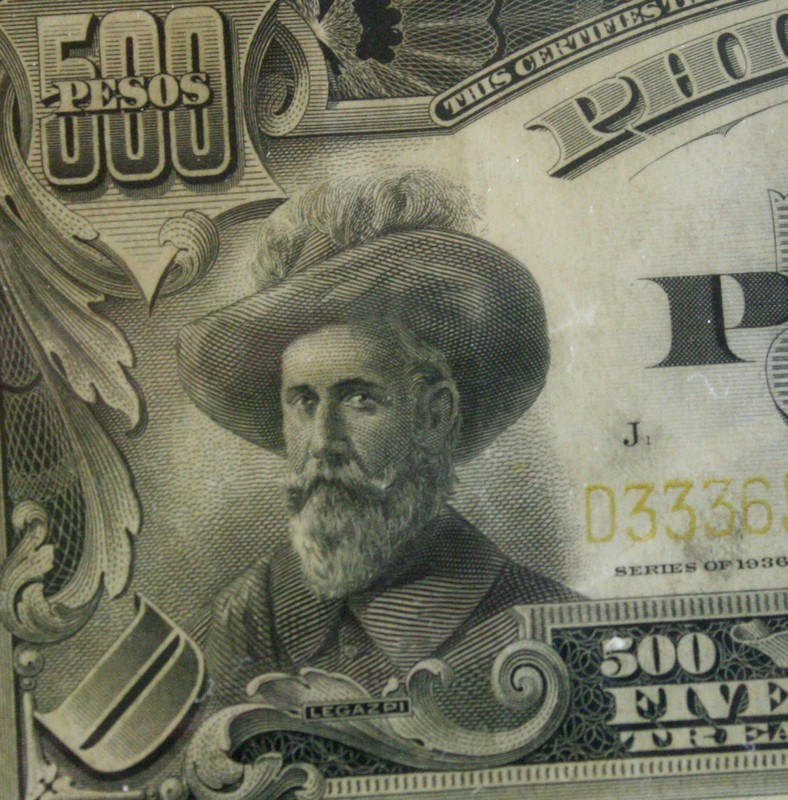
500ペソ紙幣に描かれた初代フィリピン総督レガスピ

### スペイン統治下のフィリピン
1521年にはフェルディナンド・マゼランのスペイン艦隊がフィリピン諸島を「発見」したが、マゼラン艦隊の航海にはバスク地方出身者が多額の資金を支出している。ギプスコア地方出身のフアン・セバスティアン・エルカーノをはじめとして、マゼラン艦隊に乗り込んだ船員の大半は、歴史的に航海術に長けるバスク人だった。艦長のマゼラン自身はヨーロッパに戻ることなく死去しており、史上初の世界周航を達成したのはエルカーノだった。
1565年にはアンドレス・デ・ウルダネータ（史上2番目の世界周航者）とミゲル・ロペス・デ・レガスピを中心とするスペイン艦隊がフィリピンに到着したが、彼らは二人ともギプスコア地方出身のバスク人だった。聖職者だったウルダネータは精神的なリーダーであるだけでなく、航海士長でもあった。レガスピは初代フィリピン総督となり、到着後のわずか7年間でフィリピン諸島の大半をキリスト教化させることに成功。1572年にレガスピが死去すると、第2代フィリピン総督にはやはりバスク地方出身のギド・デ・ラベサレスが就いている。以後、スペイン人によるフィリピン諸島のキリスト教化や国土開発の最前線には常にバスク人が存在した。スペインの植民地時代に登録されていたスペインやフィリピンの船舶の大半は、バスク人が艦長を務めていた。
先住民の権利確立を提唱したドミンゴ・デ・サラサール司教など、フィリピンのカトリック聖職者の多くはバスク人/バスク系だった。以後のフィリピン総督の多くもバスク人であり、20世紀半ばに上院議長を務めたエウロヒオ・ロドリゲスが「フィリピン史上最高の統治者」と呼んだシモン・デ・アンダ（1770-1776在任）、ルソン島中部のヌエヴァ・ヴィスカヤ州を設置したルイス・ラルディサバル（1838-1841在任）などがいる。シモン・デ・アンダ、ラルディサバル、ホセ・バスコ・イ・バルガス（1778-1787在任）、ナルシソ・クラベリア（1844-1849在任）などのバスク人統治者はいずれも進歩的な思考の持ち主であり、19世紀のフィリピンで興った、最終的にはフィリピン革命に至る社会的・経済的な発展の前段階に貢献した。
フィリピン総督を務めたバスク人
- ミゲル・ロペス・デ・レガスピ（初代, 1565-1572在任） : ギプスコア地方スマラガ出身[4][3]
- ギド・デ・ラベサレス（英語版）（第2代, 1572-1575在任） : ビスカヤ地方出身[5]
- ガブリエル・デ・クルセレアギ・イ・アリオラ（英語版）（1684-1689在任） : ビスカヤ地方エルゴイバル出身[5]
- ファウスト・クルサット・イ・ゴンゴラ（英語版）（1690-1701在任） : ナバーラ地方出身[4]
- ホセ・ラオン（英語版）（1765-1770在任） : ナバーラ地方出身[4]
- シモン・デ・アンダ（英語版）（1770-1776在任） : アラバ地方スビハナ（スペイン語版）出身[5][2]
- ホセ・バスコ・イ・バルガス（英語版）（1778-1787在任）[2]
- ルイス・ラルディサバル（1838-1841在任）[2]
- マルセリーノ・デ・オラー（英語版）（1841-1843在任） : ナバーラ地方出身[4]
- ナルシソ・クラベリア（英語版）（1844-1849在任）[2]
- フアン・デ・ララ（英語版）（1865-1866在任） : ナバーラ地方出身[4]
- ドミンゴ・モリオネス・イ・ムリーリョ（英語版）（1877-1880在任） : ナバーラ地方出身[4]

### バスク意識の希薄化
バスク系チリ人やバスク系アルゼンチン人など、ラテンアメリカのバスク系人と比較すると、フィリピンのバスク系人は早くにバスク民族意識を失った。バスク系フィリピン人3世や4世の多くは自らのルーツに気を止めることはなく、ヨーロッパのバスク地方を訪れたことがある者はごく少数である。自らのルーツを漠然と意識している場合でも、バスク人やバスク地方に関する知識や理解を欠いていることが多い。バスク系4世であるアンドニ・F・アボイティスは、「我々はまずフィリピン人であると考え、次にバスク系であると考える」と述べている。バスク系人であることを誇りに思っている場合でも、ルーツについて話すことを好まない者もいる。バスク系アメリカ人の著作家ロバート・ラシャルトは、「沈黙はいつだってバスク人の特徴である」と分析した。
バスク系人以外との婚姻もバスク民族意識を弱体化させている要因のひとつである。19世紀にフィリピンにやってきたバスク人はバスク人同士で結婚することが多かったが、続く世代がそれに従うことはなかった。多くのバスク系フィリピン人はスペイン系人やアメリカ系人の配偶者を得ており、メスティソやマレー系人と結婚する者もいた。1898年の米西戦争後にフィリピンがアメリカ合衆国の支配下にはいると、スペインのみならずバスクの影響力も低下した。

### 現代フィリピンにおけるバスクの影響
現代のフィリピンでは、バスク系フィリピン人はバスク系人としてよりもスペイン系人として知られている。バスク系フィリピン人はもはやバスク語を話すことはなく、ヒリガイノン語、ビコール語、セブアノ語などの地域言語が優勢である。1973年憲法の条文ではまだスペイン語が公用語に含まれていたものの、1987年憲法ではついにスペイン語が公用語から外された。1987年憲法では英語とフィリピン語が公用語となり、フィリピン政府はタガログ語を基にしたフィリピン語を国語として奨励。アメリカ占領下でさえもエリート層の間で支配的だったスペイン語の伝統は弱体化した。教育面でもスペイン語が教えられる時間は減らされており、今日のバスク系人の多くはスペイン語でさえも話すことができない。
今日のフィリピン女性が着用する短い裾のついたブラウスは、バスク人女性が着用していた衣服に起源をもつ。ラテンアメリカやアメリカ合衆国西部にはエウスコ・エチェアと呼ばれるバスク人センター（文化発信地）が数多く存在するが、フィリピンにはバスク人センターに相当する施設は存在しない。またラテンアメリカやアメリカ合衆国にはバスク人クラブ（交流拠点）が数多く存在するが、今日のフィリピンにバスク人クラブは存在しない。
1998年にはバスク系フィリピン人のアントニオ・M・インチャウスティやフィリピン文化省などによって、ウルダネータの生誕500周年記念祭典が開催された。近年のフィリピン政府とスペインのバスク州政府は強固かつ積極的な関係を築いている。経済的・文化的・技術的な協力を強化するために、2007年12月にはフィリピンのグロリア・アロヨ大統領がバスク州を訪問した。2009年にパチ・ロペスがバスク州政府首相に就任すると、7月9日にバスク州政府が初めて迎えた公使がフィリピン公使だった。パチ・ロペス首相とフィリピン公使は、学術交流、フィリピン人医療従事者のバスク州への派遣、パラワン島開発計画、アウロラ州カシグランでの漁業発展計画などについて会談した。フィリピン政府は公式に「バスクはフィリピン社会の中で特別な位置にある。スペインの植民地時代のフィリピンにおいて、バスク人は政治的・経済的・社会的な発展に貢献した」との声明を出している。

## バスクの影響

### 地名
フィリピンにおけるバスクの遺産は、バスク語の地名の多さに顕著に表れている。フィリピンの現代化とナショナリズムの過程で消滅したり変更された名称も多いものの、今日でもマニラの通りの多くにバスク語の名称が冠されている。変更された例としては、アスカラガ通りがフィリピンの民族主義者で上院議員を務めた人物の名称を冠したクラロ・M・レクト通りとなった例が挙げられる。現在も残る例としては、アヤラ通り、バレンゴア通り、ビルバオ通り、ガスタンビデ通り、オスカリス通り、エリソンド通り、ゲルニカ通り、エチャゲ通り、ゴイティ通り、メンディオラ通り等が挙げられる。マカティでは、高級住宅街やビジネス街の名称にレガスピ、サルセド、ウルダネータが用いられている。
県・市・町などの名称には多くのバスク語名が残っており、以下のような地名が挙げられる。ヌエヴァ・ヴィスカヤ州は南バスクのビスカヤ県にちなんでおり、ビコル地方の政治的中心都市であるレガスピは初代フィリピン総督ミゲル・ロペス・デ・レガスピにちなんでいる。

#### バスク語起源の地名
ルソン島
- ヌエヴァ・ヴィスカヤ州 : ビスカヤ地方が由来。
- アルバイ州レガスピ（アルバイ州都） : 初代フィリピン総督ミゲル・ロペス・デ・レガスピが由来。ギプスコア地方にもレガスピ (スペイン)（スペイン語版）という町がある。
- パンガシナン州ウルダネータ（英語版） : レガスピ艦隊のアンドレス・デ・ウルダネータが由来。
- パンガシナン州アンダ（英語版）
- パンガシナン州ウルビストンド（英語版）
- カガヤン州パンプローナ（英語版） : ナバーラ地方の主都パンプローナが由来。

ビサヤ諸島
- 北サマル州モンドラゴン（英語版） : ギプスコア地方アラサーテ/モンドラゴンが由来。
- 北サマル州ラベサレス（英語版）
- 東サマル州アルテチェ（英語版）
- サマル州スマラガ（英語版） : ギプスコア地方スマラガが由来。
- イロイロ州サラガ（英語版）

ミンダナオ島
- 西ミサミス州オロキエタ（西ミサミス州都）

ヌエヴァ・ヴィスカヤ州の位置
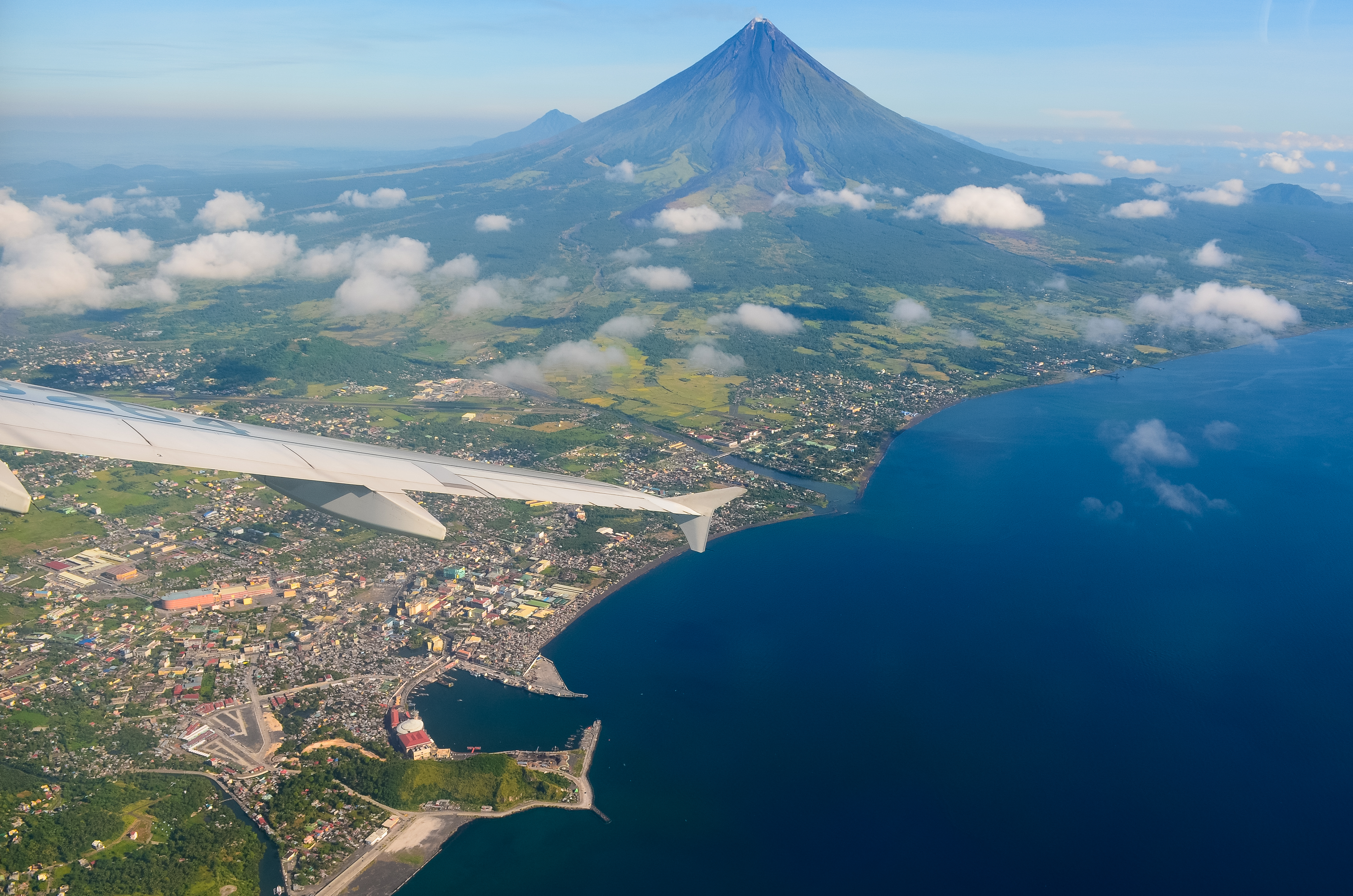
レガスピと町の象徴であるマヨン山
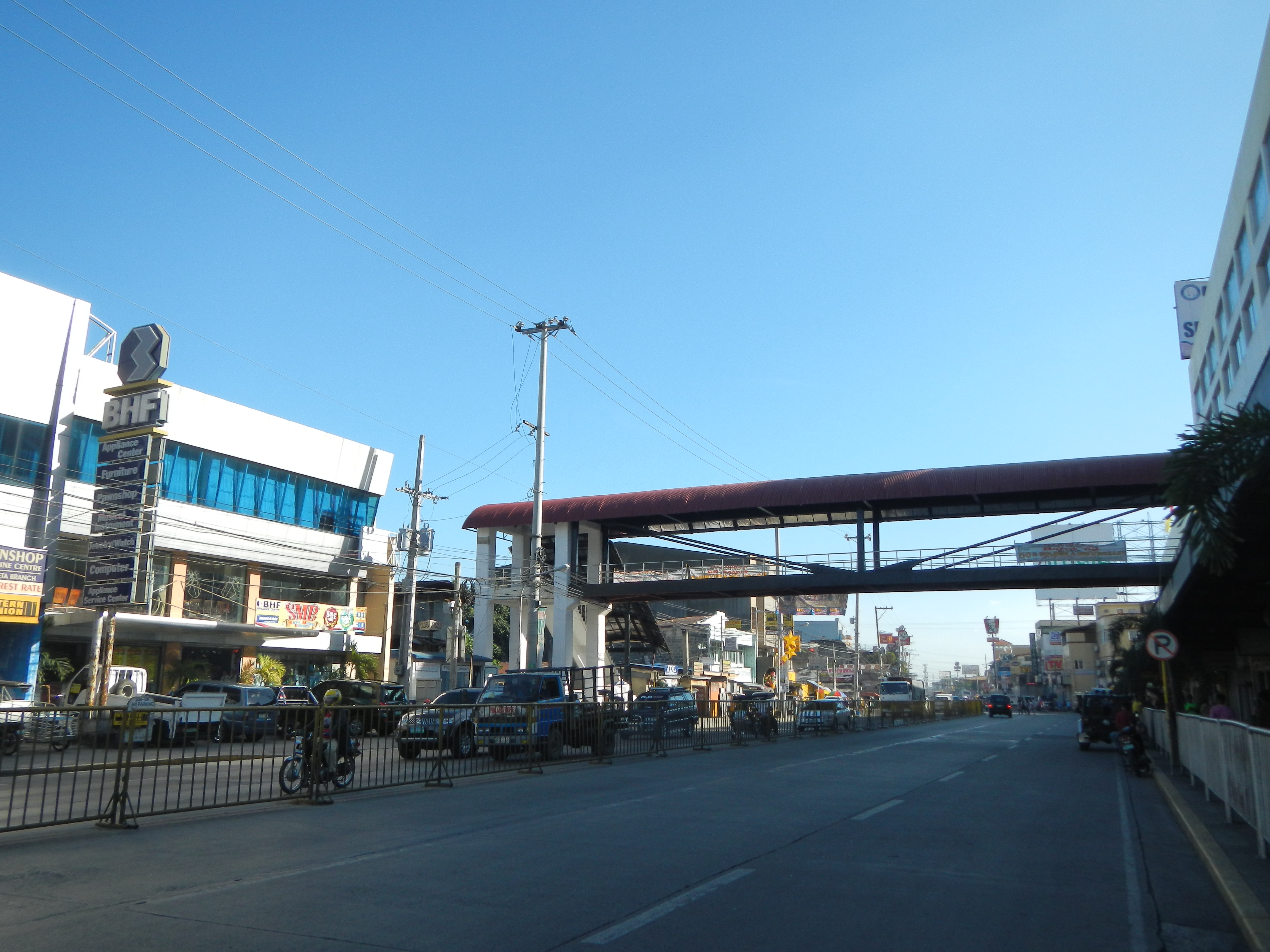
ウルダネータ市街

### 人名
バスク系人がフィリピンに果たした社会的・経済的影響は計り知れず、フィリピンの財閥の多くはバスク系人によって設立された。著名なバスク系フィリピン人には以下のような家系がある。
- アヤラ家（アヤラ・コーポレーション）
- インチャウスティ家（インチャウスティ・イ・カンパニア（英語版））
- アラネタ家（英語版）（アラネタ・グループ）
- エリサルデ家
- アボイティス家
- スビリ家
- ラリナガ家
- ラルディサバル家
- ガルチトレナ家
- ルスリアガ家
- ウルティア家
- スルアガ家

#### アヤラ家
バスク地方のアラバ県にルーツを持つソベル・デ・アヤラ家によるアヤラ財閥はフィリピン最古かつ最大の財閥であり、フィリピン最古の銀行であるフィリピン諸島銀行(BPI)、不動産のアヤラ・ランド、マニラ・ウォーター・カンパニー、フィリピン最大の携帯電話企業であるグローブ・テレコム、ヌエバ・カセレス大学(UNC)などを内包している。フィリピンのウォール街と呼ばれ高級住宅街としても知られるマニラ首都圏のマカティには、アヤラ・センターと呼ばれる商業地区に高層ビルやショッピングモールが建設されている。
アヤラ財閥の中核企業であるアヤラ・コーポレーションは、1834年にドミンゴ・ロハスが設立したロハス商会に遡る。ロハスの娘婿であるアントニオ・デ・アヤラが1876年にアヤラ商会と改称し、アントニオ・デ・アヤラの長女がハコボ・ソベルと結婚したことでソベル・デ・アヤラ家となった。一方でアントニオ・デ・アヤラの次女はペドロ・ロハスと結婚し、ペドロ・ロハスの家系はソリアノ財閥を形成している。第二次世界大戦でマニラが壊滅的な打撃を受けたため、アヤラ家はマニラに隣接するマカティの開発に着手し、住宅街、オフィス街、商業地区、大規模ショッピングモールなどを次々に建設していった。1968年には8代目のエンリケ・ソベル・デ・アヤラがアヤラ商会をアヤラ・コーポレーションに改称し、株式会社化を行った。1972年にフェルディナンド・マルコス大統領が財閥解体を唱えた際には、大統領に協力することで打撃を回避した。1974年には日本の三菱グループの資本参加を受け入れ、農水産業、製造業、貿易業などにも事業を拡大し、アヤラ家はエンリケの時代に急成長した。
1983年にはハイメ・ソベル・デ・アヤラがエンリケの後を継ぎ、コラソン・アキノ政権（1986年-1992年）を支持したことで、ハイメは事実上の大統領経済顧問を務めた。2006年にはハイメの長男であるハイメ・アウグスト・ソベル・デ・アヤラ（ハイメ・ソベル・デ・アヤラ2世）が後を継いでいる。アヤラ家の当主はしばしばフォーブス誌による世界長者番付に名を連ねており、2015年版のフィリピン長者番付においてハイメ・ソベル・デ・アヤラは第8位にランクインした。アヤラ家はもっとも著名なバスク系フィリピン人の家系であるが、Ayalaという姓にバスクの名残を残す以外にはバスク人意識を失っているとされる。

#### インチャウスティ家
インチャウスティ家のインチャウスティ・イ・カンパニアはフィリピン経済の基礎を築いた財閥であり、19世紀末にはフィリピン最大の財閥であった。ラ・カルロタ砂糖会社、ピラール砂糖会社、インチャウスティ汽船、インチャウスティ塗料工場、インチャウスティ綱紐工場、リサル・セメントなどはインチャウスティ家による企業である。今日ではサンフランシスコ、上海、香港、マニラなどにオフィスを構える多国籍企業でもある。

#### アボイティス家
今日のバスク系フィリピン人でもっともバスク人意識が高いのは、ジョン・ラモン・アボイティス(1948-2018)などのアボイティス家である。アボイティス家の家系図を見るとバスク系人同士での結婚を奨励してきたことが明白であり、家系図にはアリサレタ、ルスリアガ、メンディエタ、モラサ、メンデソナ、ウガルテ、ウリアルテ、イラストルサなどの姓が登場する。アボイティス・グループはビサヤ諸島の中心都市セブを拠点とする財閥であり、銀行、食品業、交通・物流業、不動産業、建設業、造船業、レジャー・リゾート産業など、その業種は多岐にわたる。2015年版のフォーブス誌のフィリピン長者番付においては、アボイティス家が「Aboitiz Family」として第7位にランクインした。

#### アラネタ家
ギプスコア地方にルーツを持つアラネタ家はアラネタ・グループを所有している。マニラに隣接するケソン中心部にはアラネタ・センターと呼ばれる35ヘクタールの商業地区があり、アジア最大規模の屋内アリーナのひとつであるアラネタ・コロシアムやショッピングモールのゲートウェイ・モールなどを内包している。フィリピンでファストフードのウェンディーズやコンビニのセブンイレブンの独占販売権を有しているのはアラネタ・グループである。2015年版のフォーブス誌のフィリピン長者番付において、ホルヘ・アラネタは第26位にランクインした。アラネタ家は政界にも進出しており、グロリア・アロヨ大統領の夫であるホセ・ミゲル・アロヨはヘスサ・アラネタの孫である。

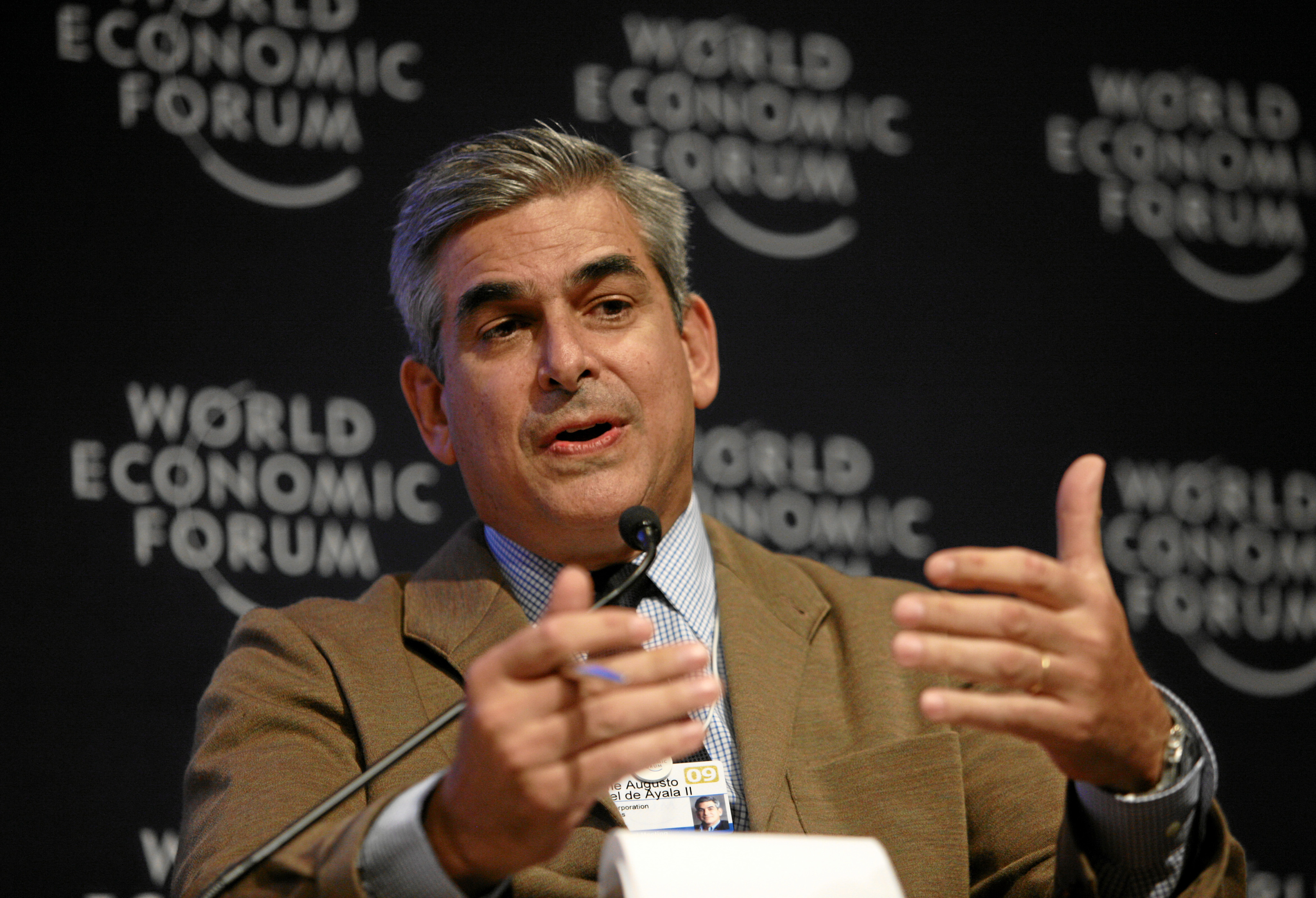
ハイメ・アウグスト・ソベル・デ・アヤラ2世(1959-)
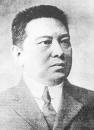
グレゴリオ・S・アラネタ(1869-1930)
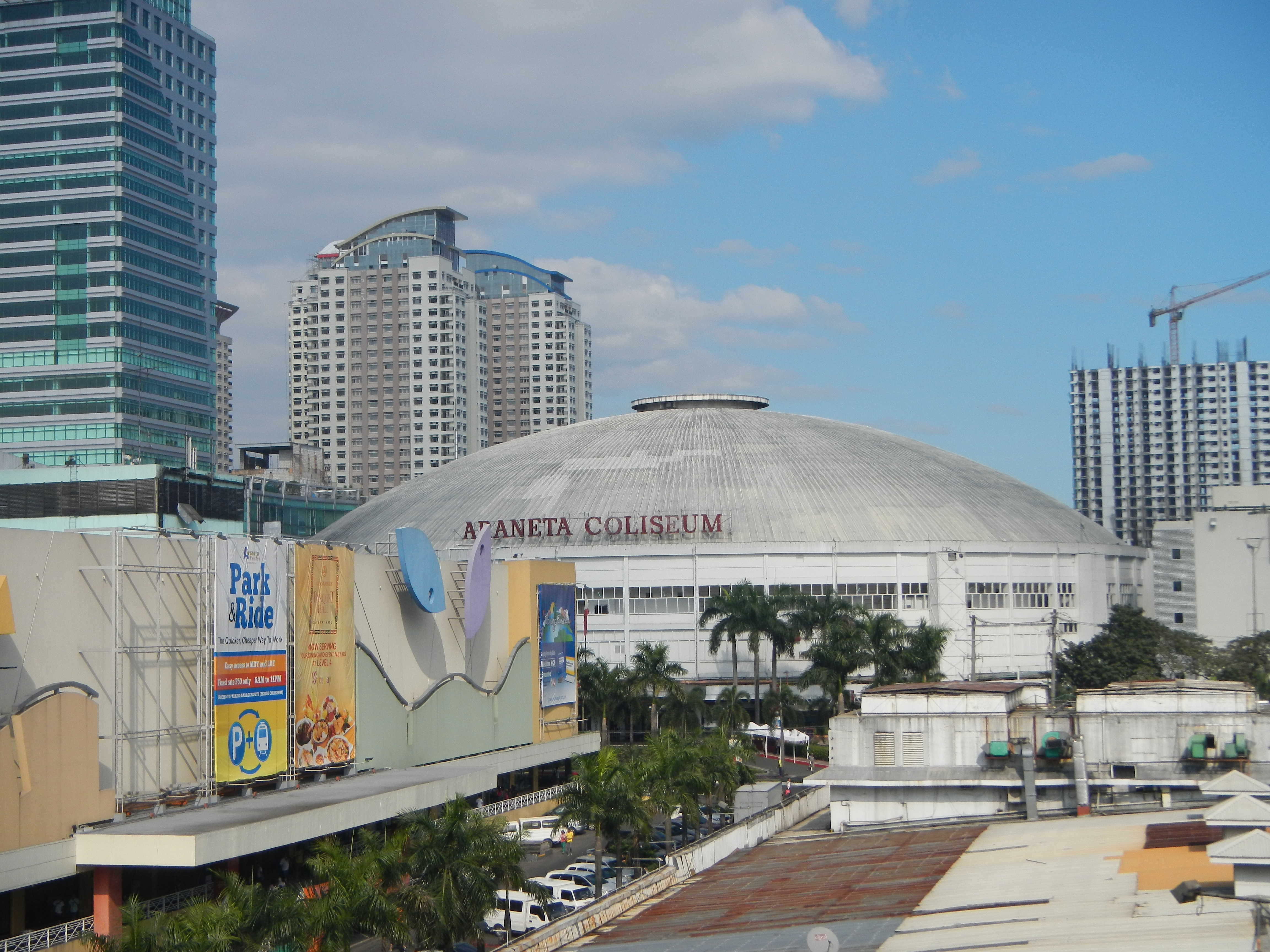
ケソンのアラネタ・センター

## 文献

### 関連文献
- De Borja (2012). Basques in the Philippines. The Basque Series. USA: University of Nevada Press. ISBN 978-0874178838